# Giuseppe Pederiali
Giuseppe Pederiali (Finale Emilia, 16 de julio de 1937 - Milán, 3 de marzo de 2013) fue un escritor y guionista de cine y televisión italiano más conocido por escribir la serie Zora la vampira para Edifumetto. Su narrativa combina la simplicidad de la aventura y la ambigüedad de la metáfora. 

## Biografía
Antes de dedicarse a la ficción, desempeñó diversos oficios, desde marinero a programador de computadoras pasando por periodista —con el que ganó el Premio Estense—. A partir de esas experiencias, nacerían sus novelas Marinai e Il lato A della vita. Alcanzó el éxito con la trilogía formada por las novelas Le città del diluvio, Il tesoro del Bigatto y La Compagnia della Selva Bella, la segunda de las cuales se transformó en un best seller al vender un millón de copias.
También escribió Il sogno del maratoneta, obra que dedicó al atleta Dorando Pietri. Algunas de sus novelas están inspiradas por los acontecimientos ocurridos en la Segunda Guerra Mundial: Stella di Piazza Giudìa, I ragazzi di Villa Emma, L’amica italiana, habiendo escrito también novelas históricas como Emiliana, Donna di spade y Una donna per l’inverno.
Bajo el título Padania felix reunió ensayos y artículos periodísticos —en particular, Fiabe Padane que publicó en el periódico Il Giorno: historias o comentarios inspirados en tradiciones y actualidad—. Además, publicó con éxito L’Osteria della Fola, que se alzó con el Premio letterario Piero Chiara 2002, y Il paese delle amanti giocose. Il bambino che non voleva nascere (1996) en tanto, recibió el Premio Europeo di Letteratura Giovanile Pier Paolo Vergerio, mientras que L’Amica italiana (1998) el Premio Frontino Montefeltro y el Premio Fenice Europea.
Por otro lado, es autor de las novelas de suspenso Camilla nella nebbia, Camilla e i vizi apparenti, Camilla e il Grande Fratello y Camilla e il Rubacuori cuyo protagonista es el Inspector Camilla Cagliostri.

## Obras
- Oroscopo favorevole (Carroccio 1967)
- La grande mamma (1971)
- Povero assassino (Fratelli Fabbri Editori 1973)
- La donna selvaggia (Coines 1976)
- Le città del diluvio (Rusconi 1978, Giunti 1998)
- Il tesoro del Bigatto (Rusconi 1980, edizione tascabile 1994)
- La Compagnia della Selva Bella (Bompiani 1982, BUR 1992) (Premio Chiavari)
- Il drago nella fumana (Rusconi 1984) (Premio Penne, Premio Sorrento)
- Una donna per l'inverno (Rusconi 1986)
- La mangiatrice di uomini (Rusconi 1988)
- Il ragno d'oro (Rizzoli 1989)
- Donna di spade (Rizzoli 1991) (Premio Campione d'Italia)
- Marinai (Rizzoli 1994)
- Stella di piazza Giudìa (Giunti 1995) (Premio Sirmione-Catullo)
- Il cavaliere di pietra (Touring Club 1996)
- Emiliana (Giunti 1997)
- Uxoricidi (Comix 1997)
- L'Amica Italiana (Mondadori 1998) (Premio Frontino Montefeltro, Premio Fenice Europa)
- Padania felix (Diabasis 1999) (Premio Estense)
- Il paesaggio che verrà (con Piero e Alberto Angela e Franco Fontana, Franco Cosimo Panini 2000)
- Il lato A della vita (Aragno 2001)
- L'Osteria della Fola (Garzanti 2002) (Premio Chiara, Premio Dessì)
- AA.VV, Dal grande fiume al mare, Pendragon, 2003, pp. 320;
- Camilla nella nebbia (Garzanti 2003, Elefanti Thriller 2004)
- Camilla e i vizi apparenti (Garzanti 2004, Mondolibri 2005, Elefanti Thriller 2005)
- Camilla e il Grande Fratello (Garzanti 2005, Elefanti Thriller 2008)
- Il paese delle amanti giocose (Garzanti 2006) (Premio Città di Offida)
- Il sogno del maratoneta (Garzanti 2008)
- La Vergine Napoletana (Garzanti 2009)
- Camilla e il Rubacuori (Garzanti 2010)
- Il Ponte delle Sirenette (Garzanti 2011)

### Literatura infantil
- Il tesoro del Bigatto (Bruno Mondadori 1981)
- Le porte del tempo (Bruno Mondadori 1982)
- Dove vanno gli zingari (Bruno Mondadori 1990) (Premio Castello)
- I ragazzi di Villa Emma (Bruno Mondadori 1989) (Premio Castello, Premio Valtesine)
- Il re di Saba (Signorelli 1993)
- Il primo treno per l'Africa (Signorelli 1995)
- Finalmente si balla (Arnoldo Mondadori 1995)
- Ragazzi d'onore (Bruno Mondadori 1996)
- Il bambino che non voleva nascere (Giunti 1996) (Premio Europeo di Letteratura Giovanile Pier Paolo Vergerio)
- Il diario di Jorg Ritter (Bruno Mondadori 1998)
- Maramao perché sei morto? (EL 1999)
- Avventura in Egitto (La Scuola 2000)
- Jorg e Marian (Bruno Mondadori 2000)
- Avventura a Quel Paese (Aragno 2000) (Premio Castello)
- La Compagnia della Selva Bella (Bruno Mondadori 2001)
- Il bambino senza un venerdì (Bruno Mondadori 2001)
- Il drago di pietra (SEI 2002)
- La strana cosa (Einaudi 2002)
- Le case dei sogni bambini (Bruno Mondadori 2003)